# Rybożer madagaskarski
Rybożer madagaskarski, bielik madagaskarski (Icthyophaga vociferoides) – gatunek dużego ptaka drapieżnego z rodziny jastrzębiowatych (Accipitridae). Endemit Madagaskaru. Jest on krytycznie zagrożony wyginięciem.

## Systematyka
Gatunek ten opisał w 1845 roku Marc Athanase Parfait Œillet des Murs, nadając mu nazwę Haliætus vociferoïdes. Jako miejsce typowe wskazał Madagaskar. Gatunek został przeniesiony do rodzaju Icthyophaga, choć wielu autorów nadal zalicza go do Haliaeetus. Najbliższy krewniak rybożera madagaskarskiego to rybożer afrykański (Icthyophaga vocifer). Nie wyróżnia się podgatunków.

## Morfologia
Wygląd zewnętrzny

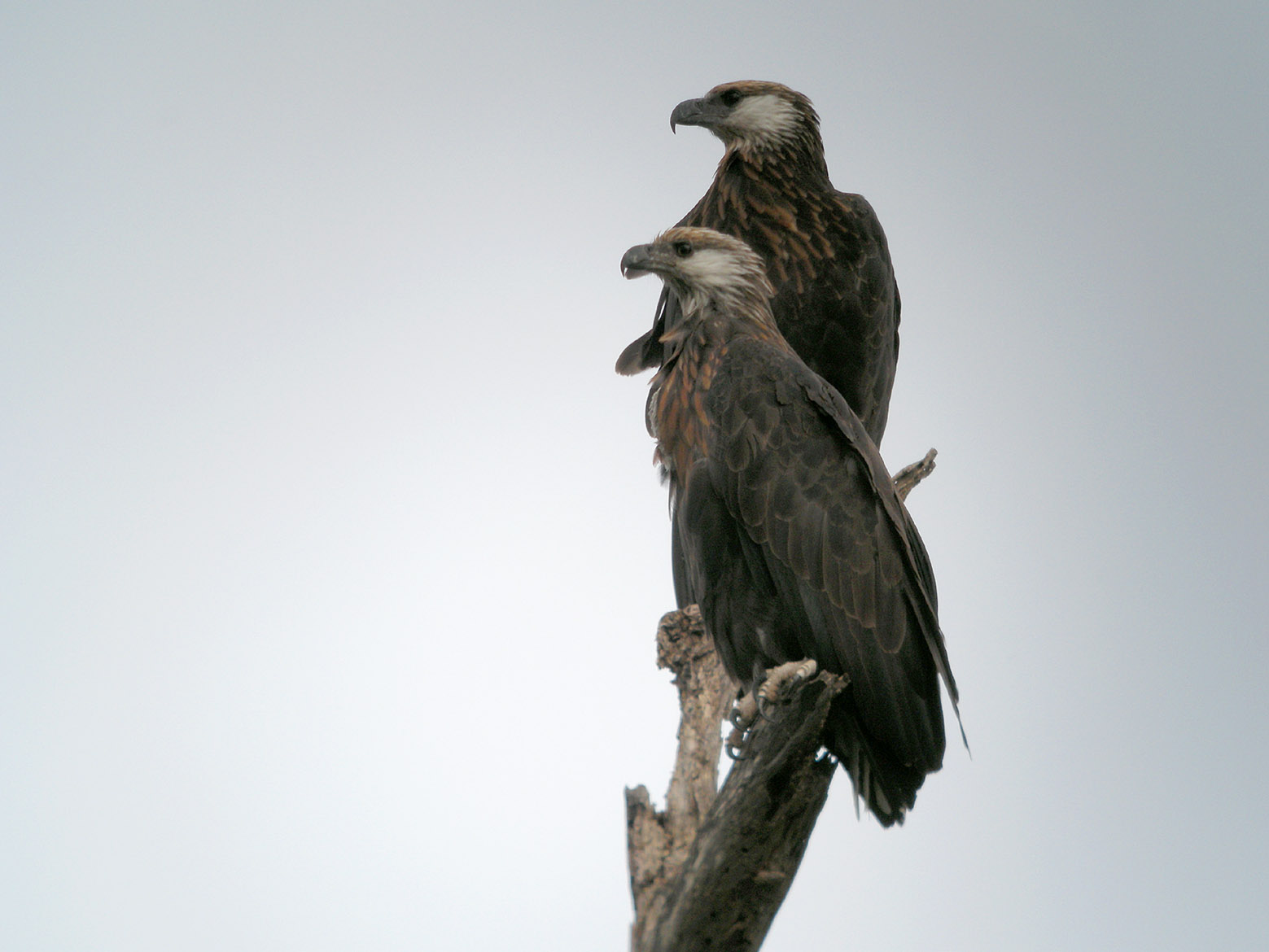
Para rybożerów madagaskarskich

Ciało i skrzydła są ciemnobrązowe, oprócz jasnobrązowej głowy, białego karku i ogona. Dziób i nogi są bladoszare.
Rozmiary
Długość ciała: 70–80 cm. Rozpiętość skrzydeł: ok. 200 cm. Osiąga masę od 2 do 3 kg.

## Występowanie
Zasięg występowania
Gatunek endemiczny. Występuje wyłącznie na Madagaskarze. Jego obecny zasięg ograniczony jest do zachodnich wybrzeży wyspy aż po jej północny kraniec.
Środowisko
Suche, liściaste lasy w pobliżu akwenów. Także lasy mangrowe. Spotykany od poziomu morza do 1200 m n.p.m.

## Pożywienie
Głównie ryby, rzadziej kraby, młode żółwie, gryzonie, mniejsze ptaki, czasem również padlina.

## Rozród
Pary lęgowe są terytorialne. Gniazdo na wysokim drzewie lub skalnym klifie. Składa 1 lub 2 jaja (najczęściej 2), bardzo rzadko 3. Inkubacja jaj trwa 37–43 dni, zajmują się nią oboje rodzice, ale głównie samica. Przeżywa tylko jedno pisklę wskutek tzw. kainizmu. Pisklęta przebywają w gnieździe przez 78–89 dni od wyklucia, choć zwykle w wieku około 70 dni przemieszczają się już na sąsiednie gałęzie. Sukces lęgowy jest bardzo niski.

## Status
Międzynarodowa Unia Ochrony Przyrody (IUCN) uznaje rybożera madagaskarskiego za gatunek krytycznie zagrożony (CR – Critically Endangered) nieprzerwanie od 1994 roku. Liczebność populacji szacuje się na około 120 par lęgowych, czyli około 240 dorosłych osobników. Trend liczebności populacji uznaje się za spadkowy.